# کلود ژانساک
کلود ژانساک (فرانسوی: Claude Gensac‎؛ زادهٔ ۱ مارس ۱۹۲۷ - درگذشته ۲۷ دسامبر ۲۰۱۶) یک هنرپیشه اهل فرانسه بود. وی از سال ۱۹۵۲ میلادی تاکنون مشغول فعالیت بوده‌است. کلود ژانساک در ۲۷ دسامبر ۲۰۱۶ در سن ۸۹ سالگی درگذشت.
از فیلم‌ها یا برنامه‌های تلویزیونی که وی در آنها نقش داشته‌است می‌توان به بال یا ران، خسیس، دسته ژاندارم‌ها، ازدواج ژاندارم، ژاندارم و پلیس و اسکار اشاره کرد.